# Fayzulla Xoʻjayev
Faïzoulla (Oubaïdoullaïevitch) Xoʻjayev (en russe : Файзулла Убайдуллаевич Ходжаев, en ouzbek : Fayzulla Ubaydullayevich Xo‘jayev, Файзулла Убайдуллаевич Хўжаев), né à Boukhara en 1896 et mort en 1938, est le premier chef du gouvernement de la République socialiste soviétique d’Ouzbékistan.

## Biographie
Il est le fils d'un riche marchand de Boukhara d'ethnie ouzbèke. Ayant séjourné à Moscou avec son père, il réalise l'état d'arriération de sa région natale et met sa fortune au service des révolutionnaires proches de Lénine. De 1916 à 1920, il est l'un des chefs du Parti des jeunes Boukhariotes qui se prononce contre le régime monarchique de Boukhara.
À la proclamation de la République socialiste soviétique d'Ouzbékistan, le 5 décembre 1924, il est président du Comité révolutionnaire (chef de l'État nominal provisoire) et le reste jusqu'au 17 février 1925 quand Iouldach Akhounbabaïev le remplace. Le même jour, Xoʻjayev devient, à l'âge de 28 ans seulement, le premier président du Soviet des commissaires du peuple (Sovnarkom) de la république socialiste soviétique d'Ouzbékistan (équivalent du premier ministre). Il se heurte à la politique autoritaire de Staline, en particulier à propos de la monoculture du coton, il est limogé en octobre 1937. Victime des purges staliniennes, il est condamné à mort et exécuté en 1938. Il sera réhabilité en 1966.